# Николозо, Изабель
Изабель Николозо (фр. Isabelle Nicoloso, род. 13 февраля 1961, Домон) — французская профессиональная трековая велогонщица международного класса. На Универсиаде 1983 года она выиграла на треке золотую медаль в женской гонке по очкам и серебряные медали в женском спринте и женской гонке на 500 метров.

## Карьера
Наибольшего успеха в своей карьере Изабель Николозо добилась в 1985 году, когда завоевала золотую медаль в индивидуальном спринте на чемпионате мира в Бассано. На чемпионате мира, проходившем двумя годами ранее в Цюрихе, она завоевала бронзовую медаль в том же виде, опередив только американку Конни Параскевин и Клаудию Ломмацш из Германии. Она завоевала множество медалей на чемпионатах Франции по трековому велоспорту, включая девять золотых медалей в 1980, 1981, 1982, 1984, 1985, 1990, 1991 (2 титула) и 1998 г. Она также участвовала в шоссейных гонках, в том числе заняла третье место в общем зачёте Тура Бретани в 1991 году. Она никогда не участвовала в Олимпийских играх.

## Достижения

### Трек

#### Чемпионаты мира
Цюрих 1983
 спринт
Бассано-дель-Граппа 1985
 спринт

#### Гран-при
Гран-при Парижа: 1986

#### Национальные чемпионаты
Чемпионат Франции — спринт: 1980, 1981, 1982, 1984 и 1985
 Чемпионат Франции — гит: 1990 и 1991
 Чемпионат Франции — гонка по очкам: 1991 и 1998

### Шоссе
1984
2-й и 3-й этапы Journées Internationales de Dompaire
2-е место в Чемпионате Франции — групповая гонка
1985
Тур по территории Бельфора
1986
3-я на Чемпионате Франции — групповая гонка
1987
2-й и 3-й этапы Трёх дней Вандеи
6-й и 8-й этапы Mi-Août en Bretagne
1-й этап Тур де ла Дром
1-й этап Tour de l'Aquitaine
1988
1-й этап Трёх дней Вандеи
1991
Тур Финистере
3-я в генеральной классификации
2-й этап
2-я на Гран-при Франции
3-я на Гран-при Ле Форж ен Бретань
1992
1-й этап Тур Финистере
1994
Гран-при Ле Форж ен Бретань
1996
Гран-при Ле Форж ен Бретань
1 этап Tour de Navarre
1997
Гран-при Ле Форж ен Бретань
3-я на Приз города Монт-Пюжоль
1998
Гран-при Ле Форж ен Бретань
3-я на Приз города Монт-Пюжоль
2000
Гран-при Ле Форж ен Бретань

## Допинг
В 1987 году в неделю проведения федерального чемпионата по трековому велоспорту Николозо сдала положительный тест на допинг. Она была дисквалифицирована на шесть месяцев и оштрафована на 1000 франков (около 150 евро).